# Nöttesta
Nöttesta är en bebyggelse i Överenhörna socken i Södertälje kommun. Från 2015 avgränsar SCB här en småort.